# Santa Francesca Romana
Koordinaten: 41° 53′ 28,2″ N, 12° 29′ 19,9″ O
Die Basilika Santa Francesca Romana al Palatino, auch Santa Maria Nova, ist eine katholische Kirche im Stadtteil Campitelli, dem Rione X der historischen Altstadt von Rom. Sie ist Basilica minor, Filialkirche der Pfarrei San Marco und Titelkirche des Kardinalpriesters von Santa Maria Nuova. Sie ist auch Klosterkirche des Konvents Santa Maria Nova der Olivetaner.
Sie befindet sich auf der Velia in der Nähe des Kolosseums.

## Geschichte

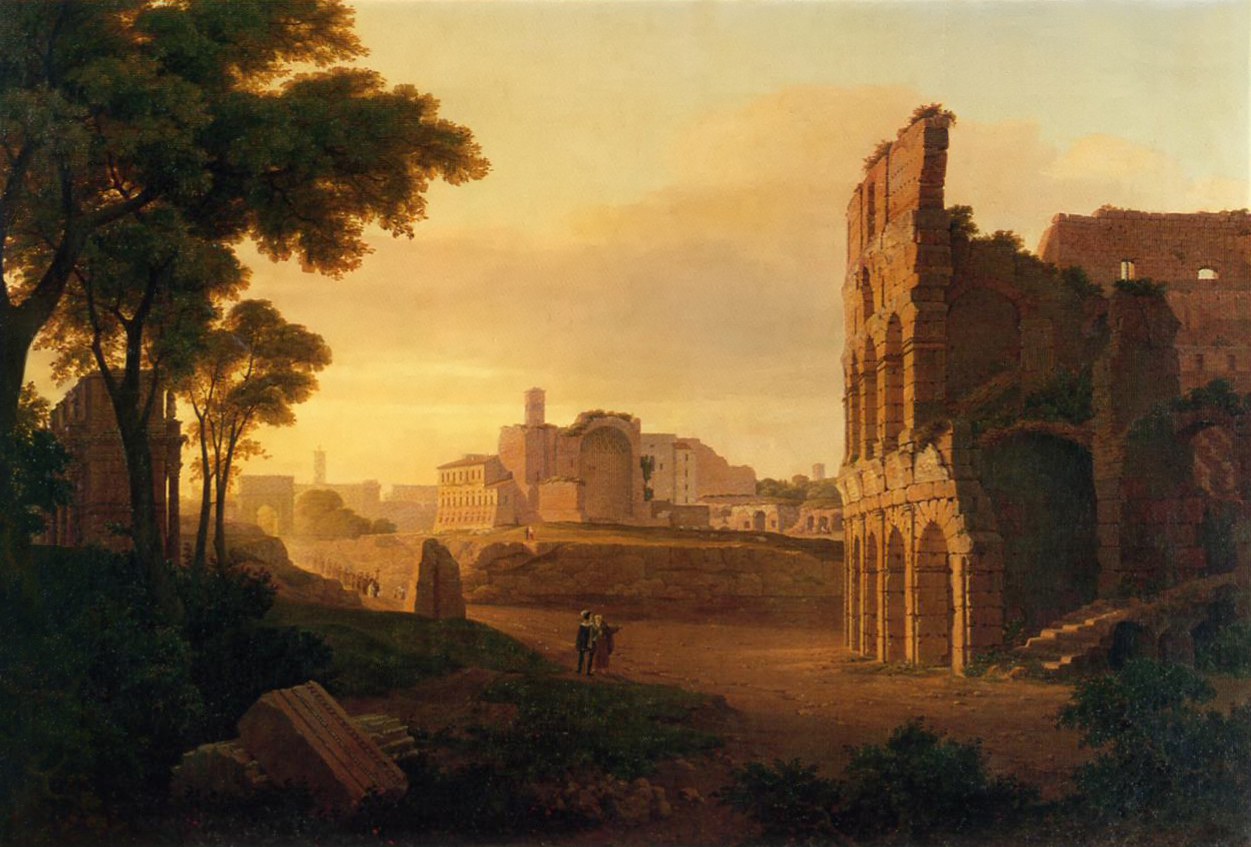
Gemälde von Rudolf Wiegmann von 1835

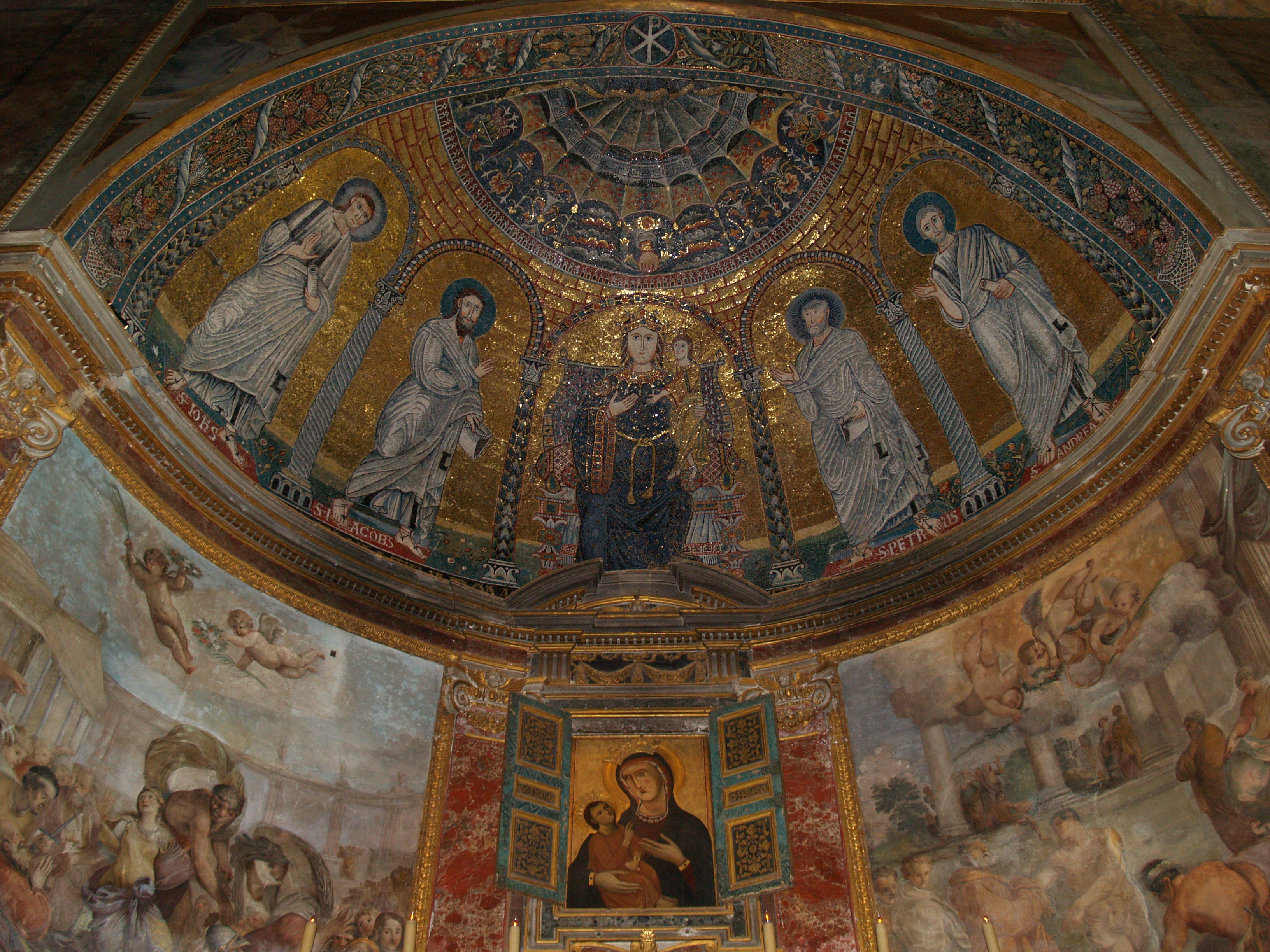
Apsismosaik von 1161

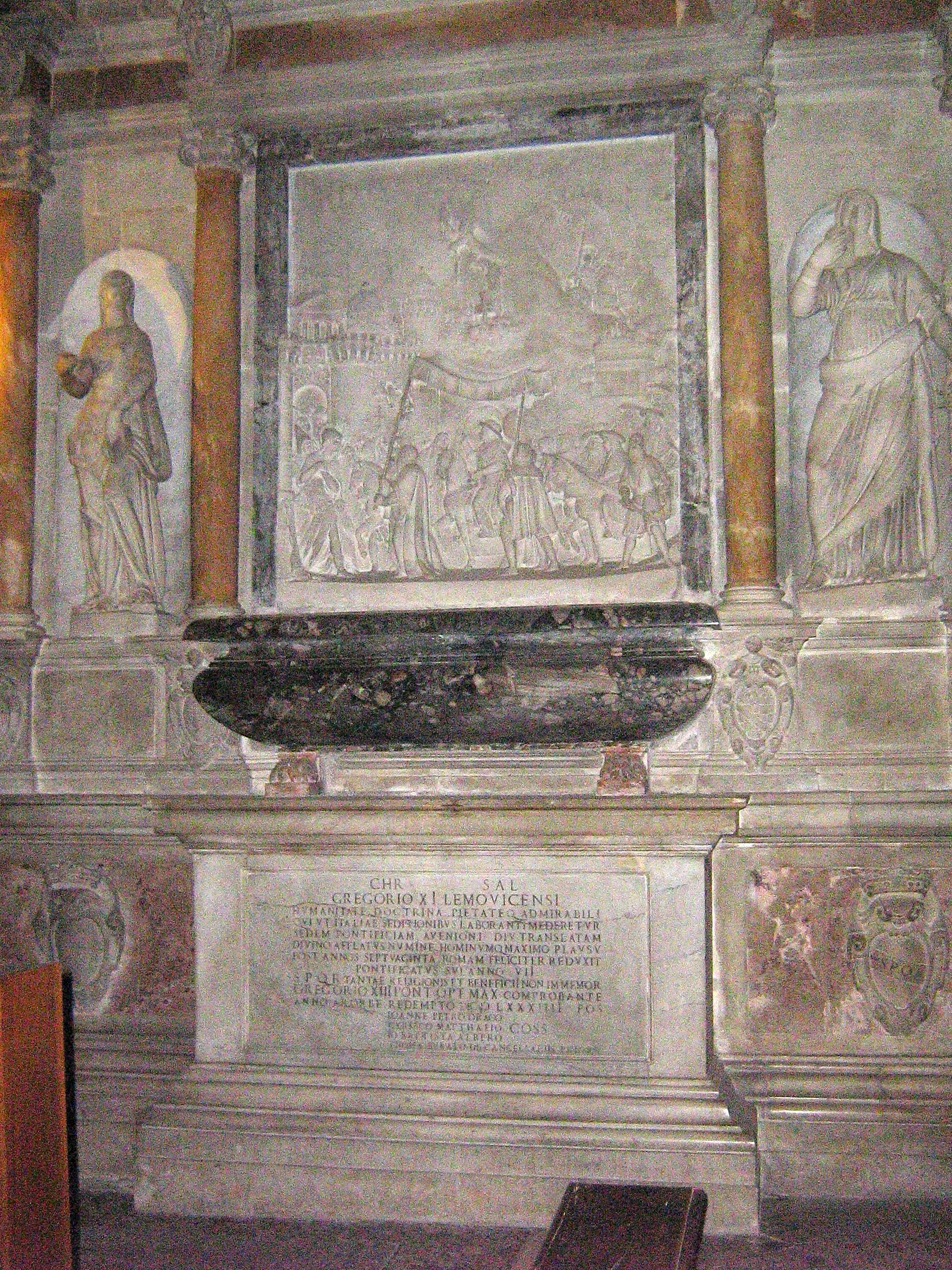
Grabmal Papst Gregors XI.

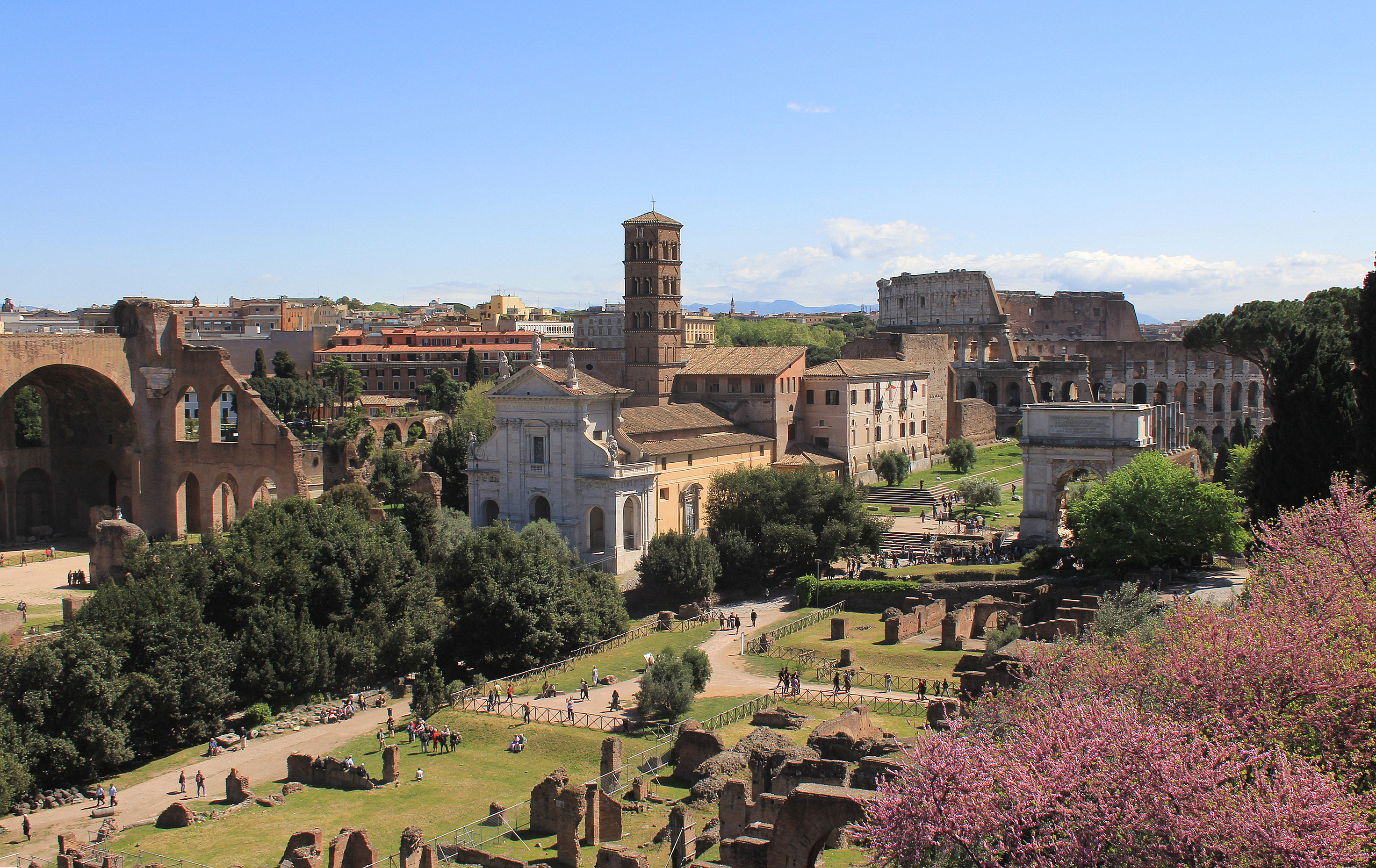
Blick vom Palatin

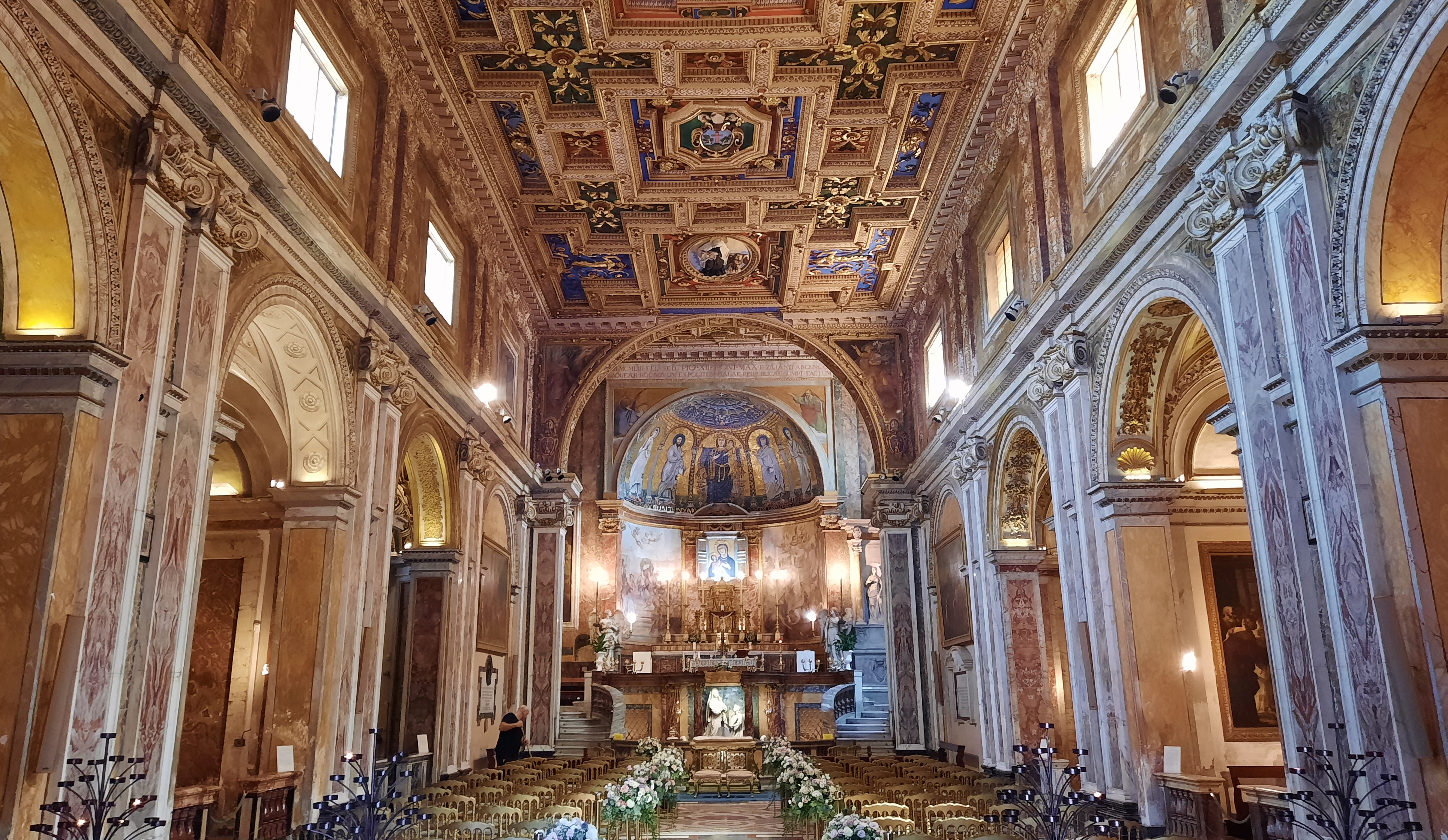
Das Innere der Kirche

Im Jahr 847 wurde die frühchristliche Kirche Santa Maria Antiqua auf dem Forum Romanum durch Erdbeben teilweise zerstört und wegen ihrer Lage unterhalb des Palatin als einsturzgefährdet dem Verfall überlassen. Aus diesem Anlass erteilte Papst Leo IV. (847–855) den Auftrag zur Errichtung einer neuen Marienkirche mit dem Namen Sancta Maria Nova, und zwar am entgegengesetzten Ende des Forum Romanum in den Ruinen des antiken Tempels der Venus und der Roma auf der Velia in der Nähe des Kolosseums. Die legendäre Überlieferung, dass die neue Kirche über dem dort vermuteten ehemaligen Oratorium des hl. Petrus errichtet worden sei, konnte durch archäologische Untersuchungen nicht gestützt werden.

## Baubeschreibung und Ausstattung
Die neue Marienkirche war eine dreischiffige Basilika (ca. 48 × 20 m) mit einer Architrav-Konstruktion. 1161 wurden ein Querhaus und eine neue Apsis angebaut sowie der Campanile errichtet. Der Brand von 1216 machte eine umfassende Restaurierung notwendig. Die heutige Ausgestaltung der Krypta ist von 1867. Der romanische Kreuzgang ist lediglich in Teilen erhalten. 
Für die Entstehungszeit um 1161 ist das Mosaik der Apsis von Bedeutung: Vor goldenem Hintergrund thront die Gottesmutter mit Kind zwischen den Aposteln Johannes und Jakobus sowie Petrus und Andreas (von links). Jede Figur wird von einer Rundbogenarkade gerahmt, deren tragende Säulen abwechselnd mit gedrehten Schäften und floralen Motiven geschmückt sind. Im Bogenscheitel steht das Christusmonogramm in hellen Buchstaben auf blauem Grund. Den unteren Abschluss bildet die Widmungsinschrift. 1608 bis 1615 gestaltete Carlo Lombardi die Basilika um in einen einschiffigen Kirchenraum mit je vier Längskapellen anstelle der bisherigen Seitenschiffe; die Eingangsfront erhielt eine Vorhalle und eine barocke Fassade.
In der Sakristei ist das Original der Marienikone Madonna del Conforto (vom Typ der Hodegetria = Wegführerin) ausgestellt. Diese wahrscheinlich schon in der zweiten Hälfte des 6. Jahrhunderts entstandene Ikone wurde früher in Santa Maria Antiqua verehrt und später in den Hauptaltar von Santa Maria Nuova aufgenommen. Anlässlich einer 1950 erfolgten Restaurierung konnte eine mehrfache Übermalung festgestellt und die unterste Schicht in enkaustischer Technik freigelegt werden. Darüber war im 12. oder 13. Jahrhundert eine weitere Malschicht in Temperatechnik und im 18. Jahrhundert eine grobe Übermalung in Ölfarbe entstanden. Das Bild mit der mittleren Malschicht ist heute auf dem Hauptaltar zu sehen.

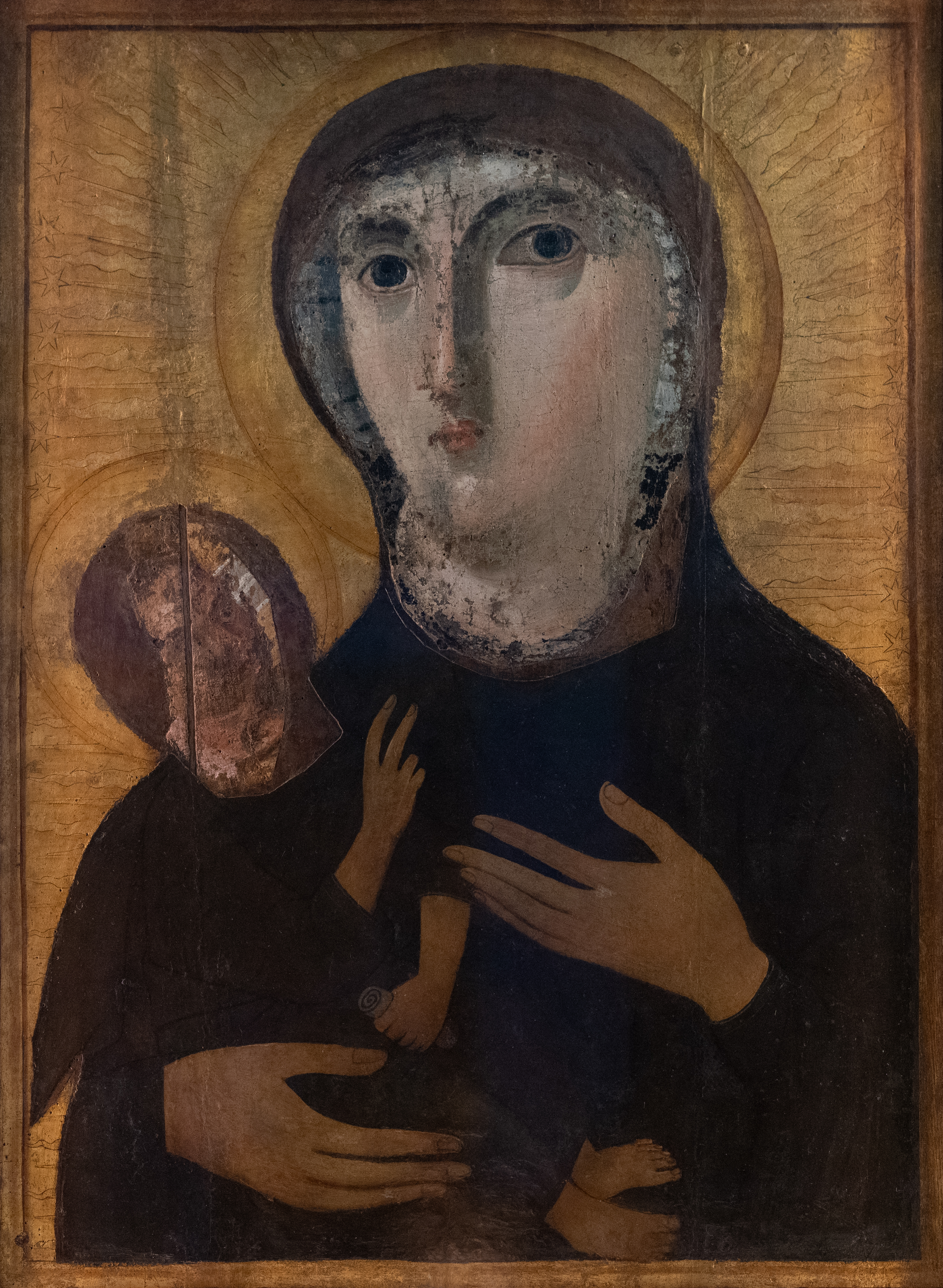
Madonna del Conforto

## Besonderheiten
In dieser Kirche gründete die Römerin Francesca de’ Ponziani den Orden der karitativ tätigen Oblate di Santa Francesca Romana (Oblaten-Schwestern). Die in der Kirche beigesetzte Ordensgründerin wurde 1608 heiliggesprochen, was der Anlass war, die Marienkirche zusätzlich der hl. Franziska von Rom zu weihen. Seitdem ist der geläufige Name der Kirche Santa Francesca Romana. Seit Anfang des 17. Jahrhunderts gilt die hl. Francesca Romana auch als weitere Schutzpatronin der Stadt Rom (neben St. Stephanus und St. Laurentius). 
Im rechten Querschiff sind hinter Eisengittern zwei Steine eingemauert, die als Reliquien verehrt werden. Sie zeigen angeblich die Eindrücke der Knie des hl. Petrus (silices apostolici), die er hinterlassen hat, als er auf dem Steinpflaster der Via Sacra niedergekniet und gebetet haben soll, Gott möge den Zauberkünsten des Häretikers Simon Magus Einhalt gebieten; daraufhin sei Simon Magus vor den Augen aller Zuschauer zu Tode gestürzt.
Die Confessio wurde von Gian Lorenzo Bernini entworfen. Seine Statue der hl. Franziska verschwand während der napoleonischen Besetzung und wurde 1866 als Kopie von Giosuè Mieli neugeschaffen.
Rechts im Kirchenschiff befindet sich das Grabmal Papst Gregors XI., das die Römer 1584 für ihn errichteten, weil er, von der hl. Katharina von Siena beraten, den päpstlichen Sitz 1377 von Avignon wieder nach Rom verlegt hatte.